# Idmine
Idmine est une commune rurale de la préfecture d'Agadir Ida-Outanane, dans la région de Souss-Massa, au Maroc. Elle ne dispose pas de centre urbain.

## Historique
La création de la commune d'Idmine a lieu en 1992, dans le cadre d'un découpage territoriale qu'a connu le royaume. La commune se trouvait dans le caïdat d'Imouzzer, relevant du cercle d'Inezgane.

## Démographie
Elle a connu, de 2004 à 2014 (années des derniers recensements), une baisse de population, passant de 4 279 à 3 179 habitants,.
|      | Population totale | Ménages | Population urbaine | Population rurale | Étrangers |
| 1994 | 4 157             | 633     | 0                  | 4 157             | 0         |
| 2004 | 4 279             | 671     | 0                  | 4 279             | 0         |
| 2014 | 3 179             | 710     | 0                  | 3 179             | 0         |

## Administration et politique
La commune rurale d'Idmine est située au sein du caïdat d'Amskroud, lui-même situé au sein du cercle d'Agadir-Banlieue.